# École nationale supérieure du pétrole et des moteurs
École nationale supérieure du pétrole et des moteurs er et fransk ingeniør-institut tilknyttet IFP Énergies nouvelles.
Instituttet blev oprettet i 1954 og har i dag omkring 800 studerende.
Skolen tilbyder kandidat- og doktorgradskurser for unge ingeniører såvel som specialister inden for energi og transport.
Skolen uddanner ingeniører i 4 områder:
- Motorer og bæredygtig mobilitet
- Energibesparelse og energistyring
- Energiprocesser og kemiske processer
- Geokilder og energi.

## Berømte kandidater
- Eirik Schrøder Amundsen, professor i miljøøkonomi